# Scorpaena angolensis
Scorpaena angolensis — вид скорпеноподібних риб родини скорпенових (Scorpaenidae).

## Поширення
Вид зустрічається на сході Атлантичного океану біля берегів Африки від Мавританії до Анголи.

## Опис
Риба дрібного розміру, завдовжки 10-25 см.

## Спосіб життя
Це морський, тропічний вид, що мешкає на піщаному дні на глибині 20-311 м. Активний хижак, що живиться дрібною рибою та ракоподібними.